# Milford, Derbyshire
Milford är en ort i civil parish Belper, i distriktet Amber Valley, i grevskapet Derbyshire, i England. Orten hade 1 079 invånare år 2021. Milford var en civil parish 1897–1974 när blev den en del av Belper. Civil parish hade 1 235 invånare år 1951.